# رائول تورنته
رائول تورنته (انگلیسی: Raúl Torrente؛ زادهٔ ۱۱ سپتامبر ۲۰۰۱) بازیکن فوتبال اهل اسپانیا است که در پست مدافع میانی برای گرانادا بازی می‌کند.
وی همچنین در تیم ملی فوتبال زیر ۲۱ سال اسپانیا بازی کرده‌است.